# Reprezentacja Ukrainy w futsalu kobiet
Reprezentacja Ukrainy w futsalu kobiet – zespół, biorący udział w imieniu Ukrainy w meczach i sportowych imprezach międzynarodowych w futsalu, powoływany przez selekcjonera, w którym mogą występować wyłącznie zawodnicy posiadający obywatelstwo ukraińskie. Za jej funkcjonowanie odpowiedzialny jest Ukraiński Związek Futsalu (AFU), który jest członkiem Europejskiej Unii Futsalu i UEFA.

## Historia
Swój pierwszy oficjalny mecz reprezentacja Ukrainy rozegrała w 1992 roku po rozpadzie ZSRR.

## Udział w turniejach międzynarodowych

### Puchar świata
Dotychczas reprezentacji Ukrainy tylko raz udało się awansować do finałów Pucharu świata AMF. Najwyższe osiągnięcie to 10. miejsce w 2008 roku.
| 2008 | Awans                   | 10. miejsce             |
| 2013 | Nie zakwalifikowała się | Nie zakwalifikowała się |
| 2017 | Nie zakwalifikowała się | Nie zakwalifikowała się |
| 2021 | Eliminacje w toku       |                         |

### Mistrzostwa Europy
Ukrainie udało się dwukrotnie awansować na Mistrzostwa Europy w futsalu. Najlepszy wynik Ukrainek to brązowy medal w 2022
| 2019 | Awans | IV miejsce  |
| 2022 | Awans | III miejsce |
| 2023 | Awans | II miejsce  |

### Mistrzostwa Europy UEFS
Reprezentacja Ukrainy 3-krotnie występowała w finałach Mistrzostw Europy UEFS. W 2001 i 2004 zdobyła brązowe medale.
| 2001 | Awans                   | 3. miejsce              |
| 2004 | Awans                   | 3. miejsce              |
| 2007 | Awans                   | 4. miejsce              |
| 2009 | Nie zakwalifikowała się | Nie zakwalifikowała się |
| 2011 | Nie zakwalifikowała się | Nie zakwalifikowała się |
| 2015 | Nie zakwalifikowała się | Nie zakwalifikowała się |
| 2017 | Nie zakwalifikowała się | Nie zakwalifikowała się |